# Bracon nanus
Bracon nanus är en stekelart som beskrevs av Léon Abel Provancher 1880. Bracon nanus ingår i släktet Bracon och familjen bracksteklar. Inga underarter finns listade.